# Gävle
För andra betydelser, se Gävle (olika betydelser).

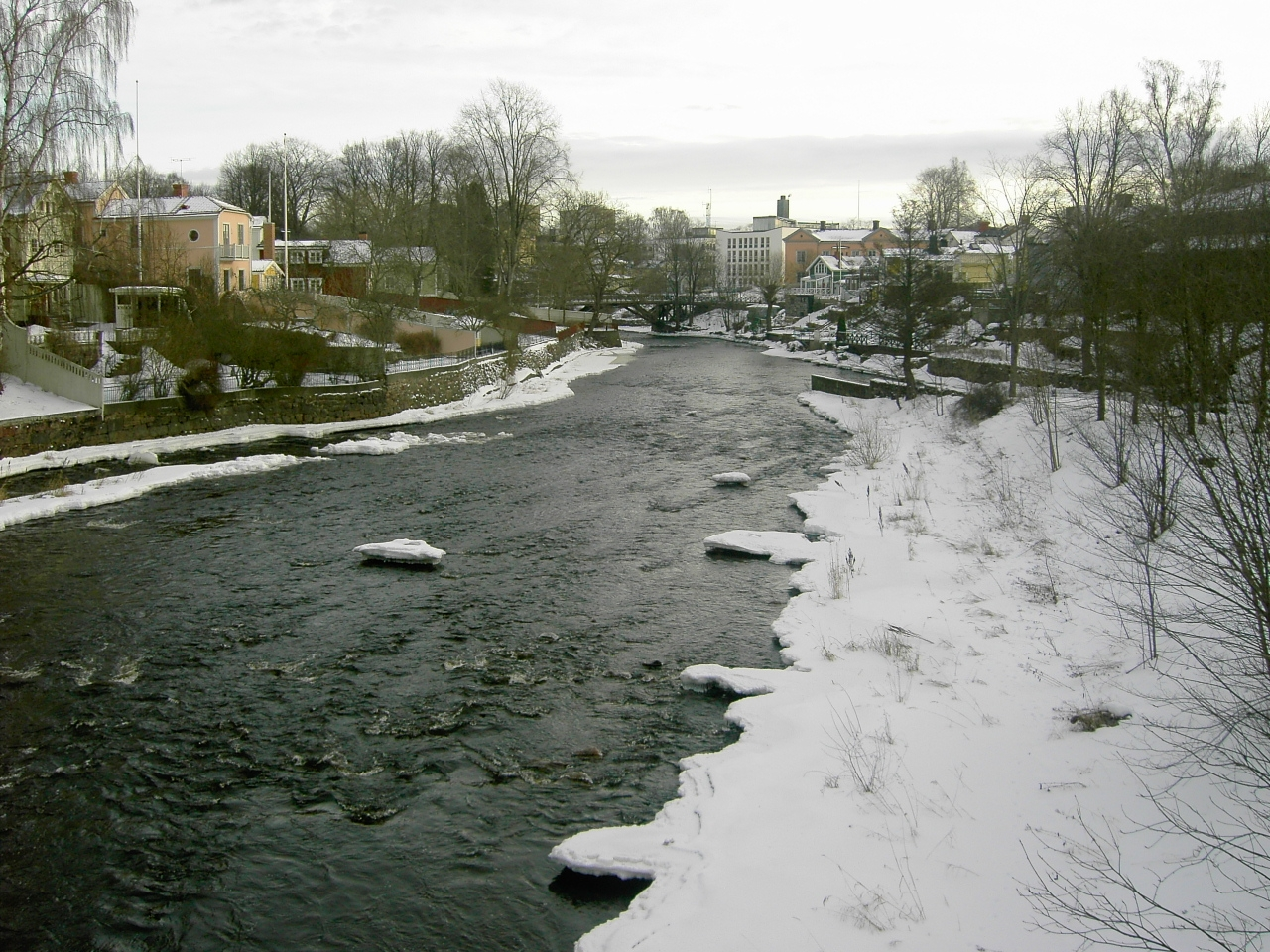
Gavleån rinner genom staden

Karta över Gävle med omgivningar, 1720-tal

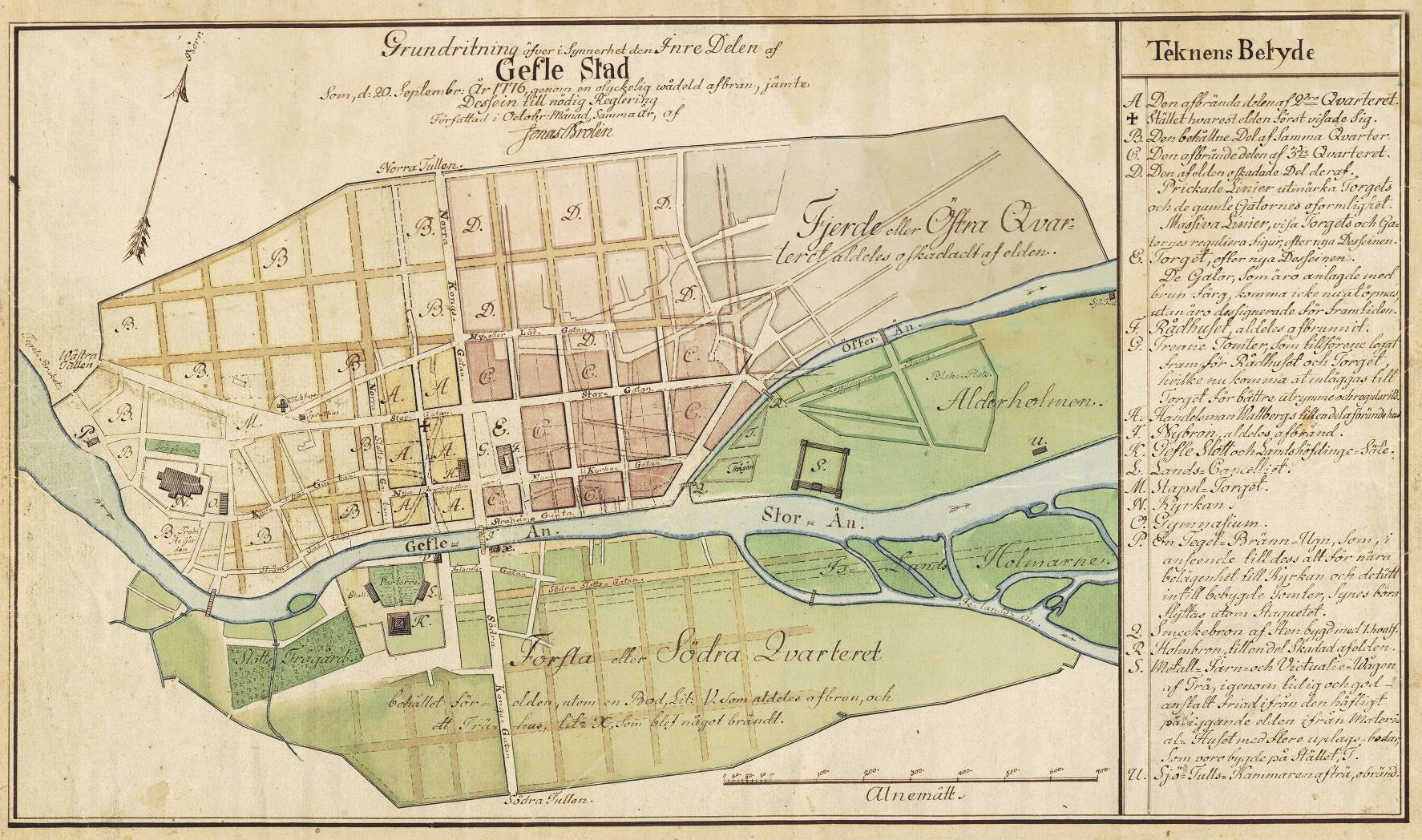
Jonas Brodins karta över Gävle 1776.

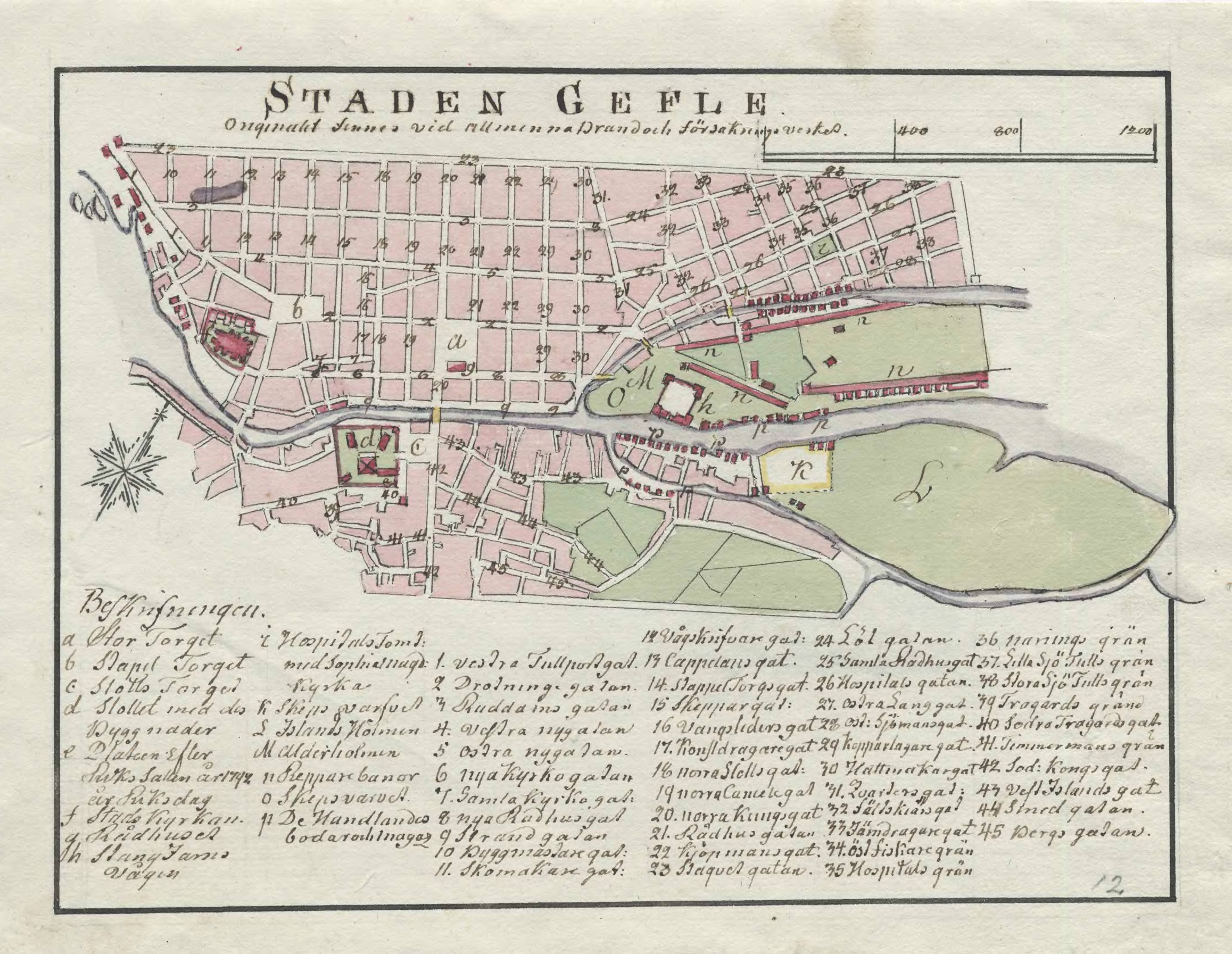
Karta över Gävle från 1790-talet

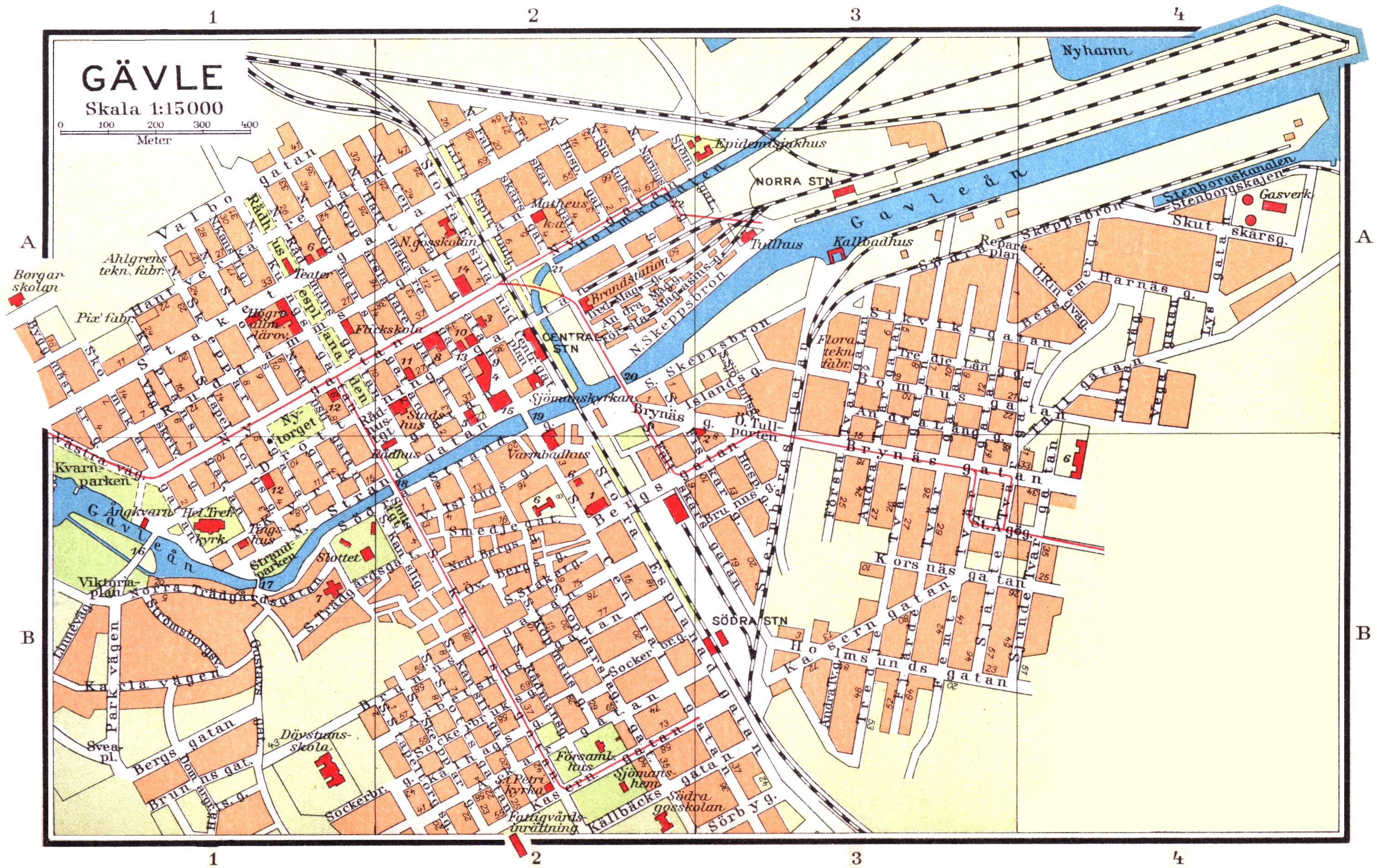
Karta över Gävle från 1928.

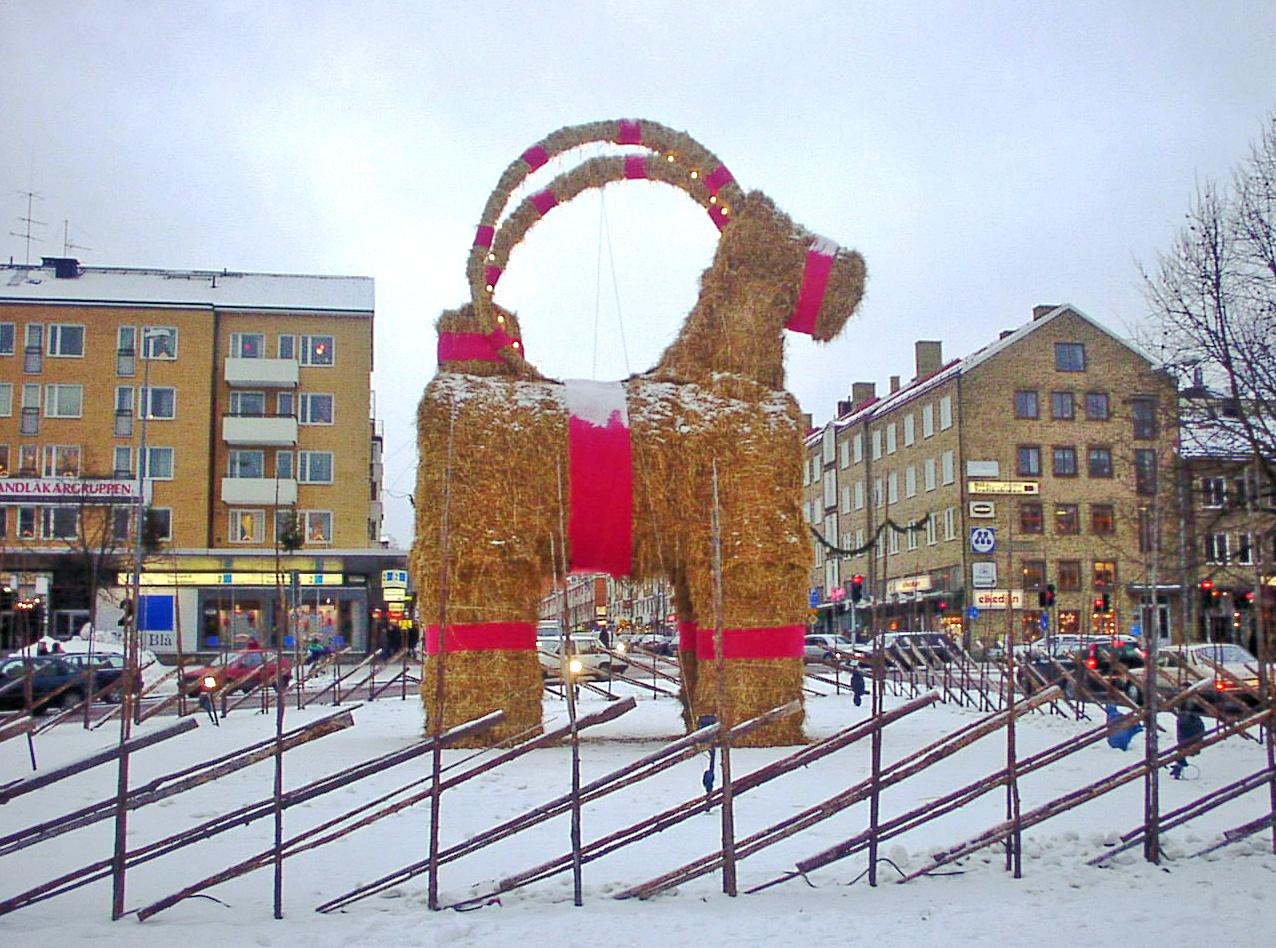
Gävlebocken bränns upp nästan varje år, trots försök att impregnera halmen

Gävle (uttal (fil)) är en tätort i Gästrikland samt centralort i Gävle kommun och residensstad för Gävleborgs län. Gävle är Gävleborgs läns största ort med 86 534 invånare (2023). 

## Stadens läge
Staden är belägen i östra Gästrikland i den sydöstra delen av Gävleborgs län där Gavleån mynnar i Inre fjärden av Gävlebukten och därmed Bottenhavet (Östersjön). Cirka 15 km sydost om Gävle mynnar Dalälven vid Skutskär i Uppland. Inom sju kilometers avstånd från Gävle finner man tätorterna Valbo, Forsby och Lund. I Valbo ligger ett stort köpcentrum.
Angränsande kommuner är Söderhamn, Ockelbo, Sandviken, Heby, Tierp och Älvkarleby. Cirka 20 km väster om Gävle ligger Sandviken. Mellan Gävle och Skutskär ligger Furuvik, känd för djur- och nöjesparken Furuviksparken.

## Historia
Gävle nämns för första gången som stad 1413 men dess äldsta kända stadsprivilegier är från år 1446. Staden fungerade som utskeppningshamn för norra Bergslagen och Gävlefiskarna hade tidvis kungligt monopol på fiske längs en stor del av Norrlands kust. Gävle var tidigt stapelstad och konkurrerade till och med med Stockholm, men det så kallade bottniska handelstvånget 1636, framtvingat efter klagomål från huvudstadens borgerskap, hämmade stadens handel då utrikes sjöfart inte tilläts. 1673 återfick staden sina rättigheter som stapelstad, men Karl XII:s krig hindrade då dess uppblomstring på nytt.
Under det stora nordiska kriget undgick staden det öde som drabbade de flesta av Norrlands kuststäder, nämligen att skövlas och brännas av ryssarna. Det ryska anfallet mot Gävle 1719 slogs tillbaka av svensk militär. På 1700-talet repade sig handeln och sjöfarten och särskilt från slutet av seklet hade staden en mycket positiv ekonomisk utveckling. År 1792 höll Gustav III sin sista riksdag här i en tillfällig byggnad vid Gävle slott. Den positiva trenden fortsatte med korta avbrott de följande hundra åren, då särskilt sjöfarten och varvsindustrin var betydande och flera andra stora industrier anlades, men i början av 1900-talet hade denna utveckling i det närmaste upphört.
Staden har drabbats av ett flertal stadsbränder bland annat 1603, 1645 och 1776. År 1669 brann nästan hela staden ned. och den senaste branden 1869 lade större delen av staden norr om Gavleån i aska.
Gävle slott anlades av Johan III 1583 med torn och spiror men efter branden 1727, då slottet totalförstördes, återuppfördes det i enklare stil.
År 1642 blev Gävle residensstad i det dåtida Västernorrlands län, från 1776 i Gävleborgs län.

### Industristaden
Under slutet av 1800-talet blev Gävle en betydande industristad. De främsta näringarna var pappersmasseindustri, representerad av Korsnäs sågverks AB:s fabrik i Bomhus, som drev sågverk, hyvleri och brädgårdsanläggning, textilindustri med Gefle Manufaktur AB i Strömsbro och Gävle ångväveri AB, mekanisk verkstadsindustri med tillverkning av spisar, kaminer och gjutgods vid Gavleverken och Skoglund & Olson samt tillverkning av lantbruksmaskiner och redskap vid AB Gloriaverken, varvsindustri med Gävle varvs- och verkstads nya AB och kemisk-teknisk industri med AB Flora, Elfströms tvålfabrik, F. Ahlgrens tekniska fabrik samt konfektyrtillverkaren Pix AB.. I början av 1900-talet lades grunden för Gefle Porslinsfabrik, på den plats där Gefle Kakelfabrik tidigare bedrivit verksamhet.

### Militärstaden
Gävle var tidigare en garnisonsstad. Åren 1717–1863 fanns ett mindre artilleridetachement i staden förlagt till Fredriksskans i stadens hamninlopp. Efter Finska kriget 1808–1809 förlades Finska artilleriregementet till staden intill 1811. Genom 1901 års härordning beslutades att indelningsverket skulle avskaffades och istället införa värnplikt. Vidare så beslutades att armén med dess regementen skulle förläggas till kaserner, från att tidigare varit var förlagda till olika mötesplatser. För Hälsinge regemente beslutades att regementet skulle flyttas från Mohed och förläggas till ett nyuppfört kasernetablissement i Kungsbäck. Kasernetablissementet uppfördes efter Fortifikationens typritningar för infanterietablissement. Kasernerna tillsammans med kanslihuset inramade en stor kaserngård i klassisk regementsarkitektur signerad Erik Josephson. Totalt uppfördes drygt 130 byggnader inom kasernområdet. Genom två försvarsbeslut kom den militära verksamheten reduceras kraftigt i Gävle. Genom försvarsbeslutet 1992 beslutades att värnpliktsutbildningen i Gävle skulle upphöra sommaren 1994. Genom försvarsbeslutet 1996 beslutades att Hälsinge regemente med försvarsstaben för Gävleborgs försvarsområde skulle avvecklas den 31 december 1997. I dag (2023) utgörs garnisonen av hemvärnsgruppen Gävleborgsgruppen. Kasernetablissementet på Kungsbäck är sedan 1996 campus för Högskolan i Gävle. Verksamheten vid närövningsfältet, Kungsbäcks övnings- och skjutfält, upphörde 2004, varefter en sanering av ammunitionsskrot och oexploderad ammunition påbörjades.

### Administrativa tillhörigheter
Gävle stad  ombildades vid kommunreformen 1862 till en stadskommun där själva bebyggelsen bara tog upp en del av stadskommunens yta. Stadskommunen utökades 1969 för att 1971 uppgå i Gävle kommun där Gävle sedan dess centralort.
Gävle hörde till Gävle församling som 1916 delades upp i Gävle Heliga Trefaldighets församling och Gävle Staffans församling. Efter utbrytningar tillhör delar av Gävle Gävle Maria församling (sedan 1978) och Bomhus församling (sedan 1995). Ortens successiva expansion innebär att även en del nu hör till Hille församling.
Orten ingick till 1971 i domkretsen för Gävle rådhusrätt. Sedan 1971 ingår Gävle i Gävle domsaga.

### Befolkningsutveckling
| Befolkningsutvecklingen i Gävle 1960–2020 | Befolkningsutvecklingen i Gävle 1960–2020 | Befolkningsutvecklingen i Gävle 1960–2020 | Befolkningsutvecklingen i Gävle 1960–2020 | Befolkningsutvecklingen i Gävle 1960–2020 |
| --- | ----------------------------------------- | ----------------------------------------- | ----------------------------------------- | ----------------------------------------- |
| |                                           |                                           |                                           |                                           |
| År |                                           |                                           | Folkmängd                                 | Areal (ha)                                |
| 1960 | 1960                                      |                                           | 58 682                                    |                                           |
| 1965 | 1965                                      |                                           | 62 622                                    |                                           |
| 1970 | 1970                                      |                                           | 65 326                                    |                                           |
| 1975 | 1975                                      |                                           | 67 454                                    |                                           |
| 1980 | 1980                                      |                                           | 66 986                                    |                                           |
| 1990 | 1990                                      |                                           | 67 301                                    | 4 309                                     |
| 1995 | 1995                                      |                                           | 68 070                                    | 4 155                                     |
| 2000 | 2000                                      |                                           | 67 856                                    | 4 155                                     |
| 2005 | 2005                                      |                                           | 68 700                                    | 4 179                                     |
| 2010 | 2010                                      |                                           | 71 033                                    | 4 245                                     |
| 2015 | 2015                                      |                                           | 74 884                                    | 3 975                                     |
| 2020 | 2020                                      |                                           | 79 004                                    | 4 685                                     |
| Anm.: Forsby utbruten 1995, åter del av Gävle 2015, åter utbruten 2020. Källhagen utbruten 2015. Bönan och Lindbacka, Jonstorp och Källhagen uppgått i tätorten 2020 och tätorten Valbo 2023 |                                           |                                           |                                           |                                           |

## Stadsdelar
| - Alderholmen - Andersberg - Bomhus - Brynäs - Fredriksskans - Fridhem - Järvsta - Gamla Gävle | - Hagaström - Hemlingby - Hemsta - Hille/Varva - Höjersdal - Lexe - Nordost - Norr - Norrtull | - Nynäs - Näringen - Olsbacka - Stigslund - Strömsbro - Sätra - Söder - Södertull - Sörby | - Sörby urfjäll - Vall - Vallbacken - Villastaden - Väster - Tolvfors - Åbyggeby - Öster |

## Kommunikationer

### Kollektivtrafik
Busstrafiken i staden  bedrivs med fyra huvudlinjer som alla passerar den centralt belägna hållplatsen Rådhuset.
| Linje           | Sträcka                                                                                                | Längd | Hållplatser | Övrigt |
| --------------- | --- | ----- | ----------- | ------ |
| 1               | Valbo köpcentrum - Valbo - Rådhuset - Centralstationen - Brynäs - Bomhus - Korsnäsverken               |       | 52          |        |
| 2               | Sätra - Gävle sjukhus - Rådhuset - Andersberg                                                          |       | 32          |        |
| 3               | Hille - Stigslund - Rådhuset - Sörby Urfjäll - Södra Bomhus                                            |       | 42          |        |
| 4               | Hagaström - Gävle sjukhus - Rådhuset - Fridhem - Andersberg - Hemlingby Köpcentrum - (Ersbo Ind. Omr.) |       | 46          |        |
| 11              | Åbyggeby - Forsby - Strömsbro - Öster - Rådhuset                                                       |       | 33          |        |
| 12              | Sätra - Rådhuset - Brynäs - Södra Bomhus - Bomhus - Korsnäsverken                                      |       | 49          |        |
| 13              | Gavlehov - Rådhuset - Stadsbiblioteket                                                                 |       | 2           |        |
| 14              | Hemlingby Köpcentrum - Sörby - Rådhuset - Gävle Strand - Brynäs                                        |       | 33          |        |
| 15              | Sätra - Gävle sjukhus - Teknikparken - Högskolan - Rådhuset - Centralstationen                         |       | 9           |        |
| 91              | Sandviken - Forsbacka - Västbyggeby - Valbo - Centralstationen                                         |       |             |        |
| 95              | Harkskär - Bönan - Gävle Hamn - Rådhuset - Hemlingbystugan                                             |       |             |        |
| 99              | Valbo - Hagaström - Gävle Sjukhus - Rådhuset - Engelska Skolan                                         |       |             |        |
| Totalt (brutto) | Totalt (brutto)                                                                                        |       | 289         |        |

Gävle hade under tiden 1909–1956 spårväg, Gävle stads spårvägar.

### Vägar
De viktigaste vägarna i Gävle är E4, E16, Riksväg 56 och Riksväg 68. Närmast Gävle är vägarna av motorvägsstandard.

### Järnvägar
Gävle C ligger vid järnvägarna Ostkustbanan, Bergslagsbanan och Norra stambanans bandel Gävle - Ockelbo. Söder om Gävle är det dubbelspår på Ostkustbanan och norr och väster om Gävle är det enkelspår på samtliga banor. Gävle trafikeras av SJ fjärrtåg till Linköping, Stockholm, Ljusdal, Östersund, Duved, Sundsvall och Umeå samt av SJ:s nattåg till Umeå, Luleå och Narvik.
X-Trafiks lokaltåg X-Tåget går norrut bland annat till Bollnäs, Ljusdal, Söderhamn, Hudiksvall och Sundsvall. Tåg i Bergslagen trafikerar västerut till Sandviken, Falun, Avesta samt sydväst mot Örebro och Mjölby. Mälartåg trafikerar söderut mot Tierp och Uppsala.

### Flygplats
Gävle flygplats ligger 14,9 km från staden och 18,1 km från Sandviken. Flygplatsen drivs och ägs av kommunen. Flygtrafiken består av taxi- foto-, affärs-, ambulans- och transportflyg, samt flygskoleverksamhet och allmänflyg.

### Hamn

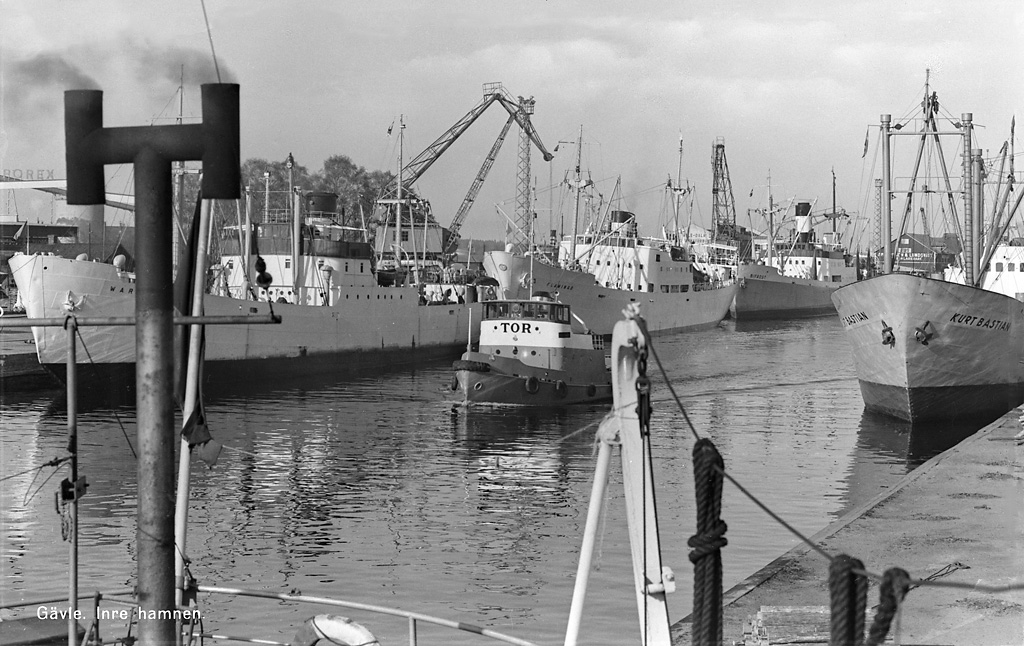
Den inre hamnen som den såg ut på ett vykort i mitten av 1900-talet.

Huvudartiklar: Gävle hamn och Gävle containerhamn
Gävle har historiskt varit en viktig plats för sjöfartshandel, på grund av sitt läge vid mynningen av Bottenhavet. År 1491 fick Gävle sin stapelrätt och har sedan dess varit en viktig handelsplats. Hamnen låg historiskt i och runt Gavleåns mynning i Inre fjärden. När försvarsanläggningen Fredriksskans avvecklades 1863, anlades en ny hamn där och hamnen flyttades längre ut, till sundet mellan Inre- och Yttre fjärden. Den gamla hamnen kallas numer Inre hamnen.

## Näringsliv
Kartong- och pappersindustri
- Billerud AB, Bomhus
- Smurfit Kappa Sverige AB

Elektronik
- Syntronic AB
- AQ ParkoPrint

Livsmedel
- Kraft General Foods Scandinavia (Gevalia kaffe)

Kartor och geografisk information ("GIS")
- Future Position X (nätverk för GIS företag)

Logistik
- Gävle Hamn

## Utbildning

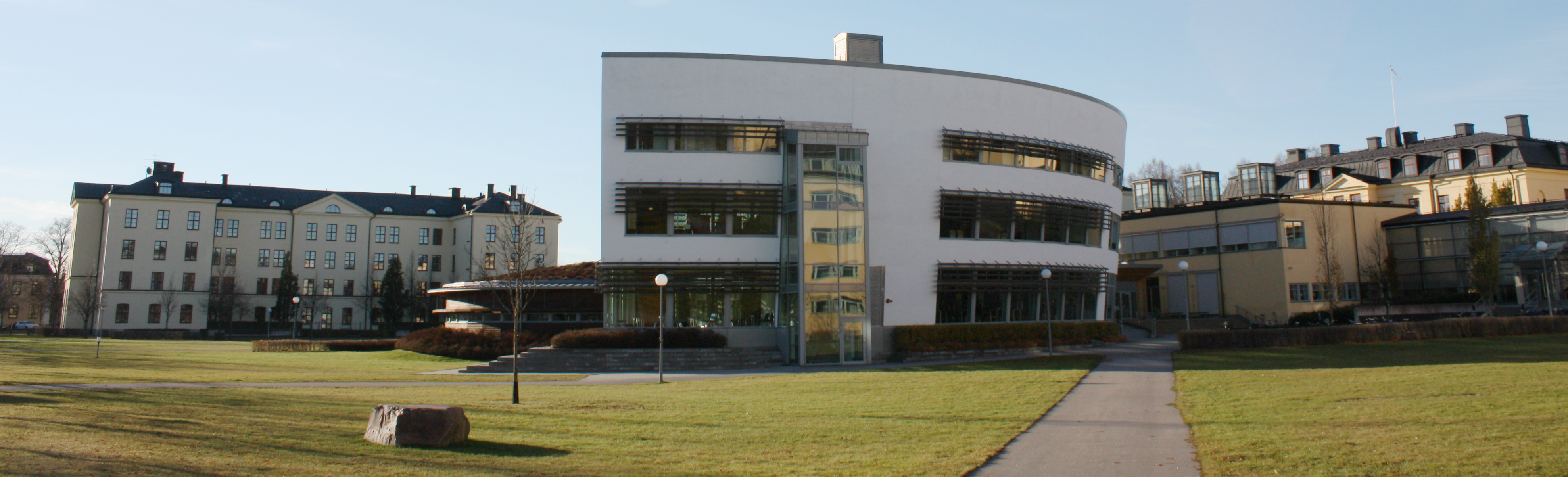
Högskolan i Gävle

Gävle fick trivialskola på 1550-talet och år 1669 kompletterades denna med ett gymnasium, då Stockholms gymnasium flyttades till Gävle, numera Vasaskolan. 1669 års gymnasiebyggnad finns kvar i Hemlingby söder om staden. Idag finns tre kommunala gymnasieskolor i staden, Vasaskolan, Borgarskolan och Polhemsskolan, samt ett antal gymnasiefriskolor.
Högskolan i Gävle grundades 1977 och ger idag omkring 50 utbildningsprogram samt cirka 700 kurser inom humaniora, samhällsvetenskap, vårdvetenskap, pedagogik, sociologi, naturvetenskap och teknik. Totalt studerar cirka 14 700 studenter vid lärosätet och har cirka 500 medarbetare till sitt förfogande. Sedan 2010 har högskolan tillstånd att forska inom profilområdet "Byggd miljö" och 2012 även "Hälsofrämjande arbetsliv" .

## Kulturliv

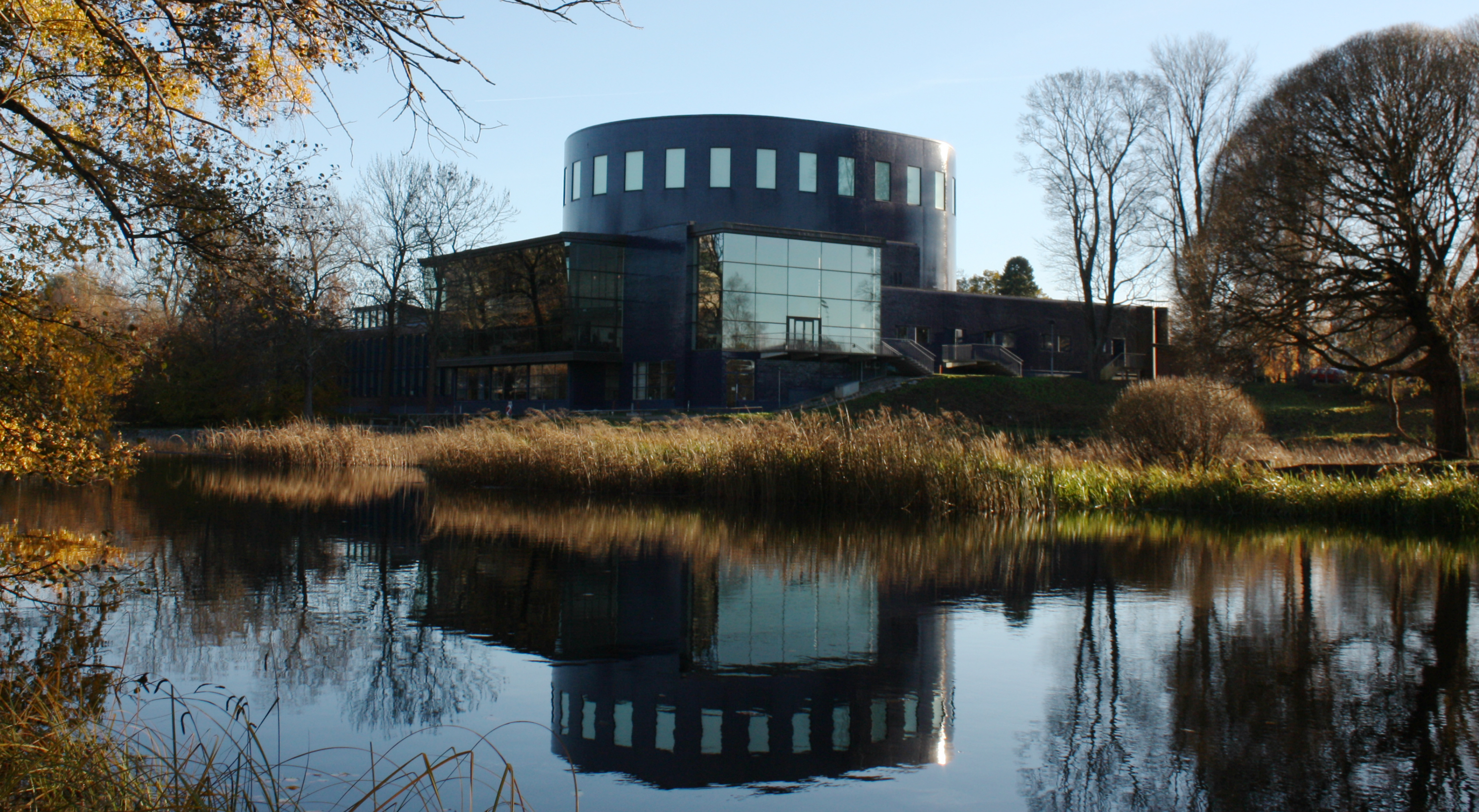
Gävle konserthus

Staden kandiderade som Europas kulturhuvudstad 2014. Utmärkelsen gick dock till Umeå.

### Museer

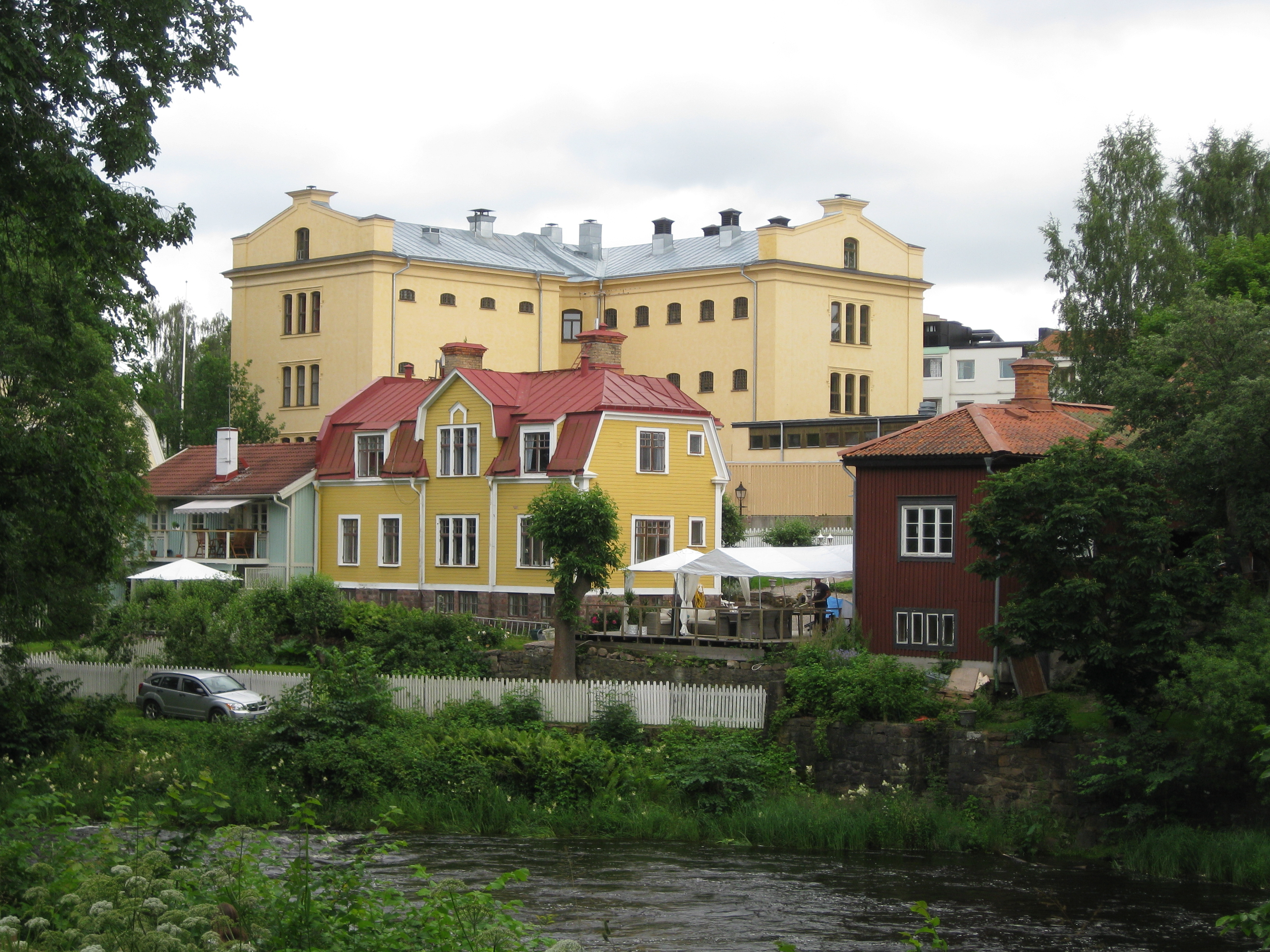
Gamla fängelset i bakgrunden

I centrala Gävle, utmed Gavleån, ligger Länsmuseet Gävleborg. Byggnaden var skapt för att efterlikna det von Plessenska palatset i Köpenhamn. Museet har en stor mängd svensk konst och arbetar med kulturarvsfrågor, men har även en stor samling av historiska föremål och dokument.
I södra Gävle finner man Järnvägsmuseet, vilket ingår i Statens maritima och transporthistoriska museer. Samlingarna började byggas upp 1906 i Stockholm och 1970 flyttade museet till Gävle i lokstallar i stadsdelen Sörby Urfjäll. Sommartid ordnas rälsbusstrafik mellan museet, Gävle C och Nynäsmagasinet. Nynäsmagasinet används av museet för restaurering av fordon, vilket under sommaren öppnas upp för besök .
Vid Gävle slott söder om Gavleån ligger Sveriges fängelsemuseum. Det är ett museum i två byggnader. Det äldsta är Slottshäktet som ligger på Gävle slotts tomt och är byggt 1732, där visas den äldsta historien om brott och straff i Sverige. Den andra delen finner besökaren i cellfängelset byggt 1847 som ligger på andra sidan gatan. Sveriges fängelsemuseum har haft sina nuvarande utställningar sedan 2003, men insamlingen av föremål startades redan 1986 då Cellfängelset lades ner och internerna flyttades över till den nybyggda Bomhusanstalten. På uppdrag av Kriminalvården ansvarar Sveriges Fängelsemuseum idag för insamling och dokumentering av historiskt värdefullt material.
Länge låg Briggen Gerda, Sveriges enda kvarvarande segelfartyg av denna klass, som museifartyg vid kaj. På grund av bristande underhåll sjönk hon vid kajen, och 1959 sprängdes och eldades hon upp. Under 1990-talet byggdes nya Briggen Gerda upp som länge var en stolthet för staden. År 2010 gick Föreningen Briggen Gerda i konkurs och Gerda såldes.. Efter reparationer i Stockholm har Gerda fått en ny hemmahamn i Finland.

### Musik
Gävle konserthus, vilket invigdes 1997, har två salar. Den större med kapacitet på 819 platser, den mindre med 150 . Konserthuset är bas för Gävle symfoniorkester, vilken startade år 1912. Orkestern har under åren genomfört konserter i Skandinavien och Europa i stort. Chefsdirigenten är från och med juli 2013 Jaime Martín. Konserthuset har även stand-up komiker, artister från andra musikgenrer och föreläsare på scen.
I mer än 20 år har föreningen Musikhuset nyttjat Sjömanskyrkan för att främja stadens kulturliv, samt ge utrymme för konferenser och föreningsliv. Främst fokuserar föreningen på musik genom att erbjuda kurser, replokaler och en scen för konserter. Men platsen är även en arena för andra projekt så som barnteater, handikappsverksamhet och liknande. Slutligen huserar byggnaden både ett café och bageri .

### Teater och stand-up

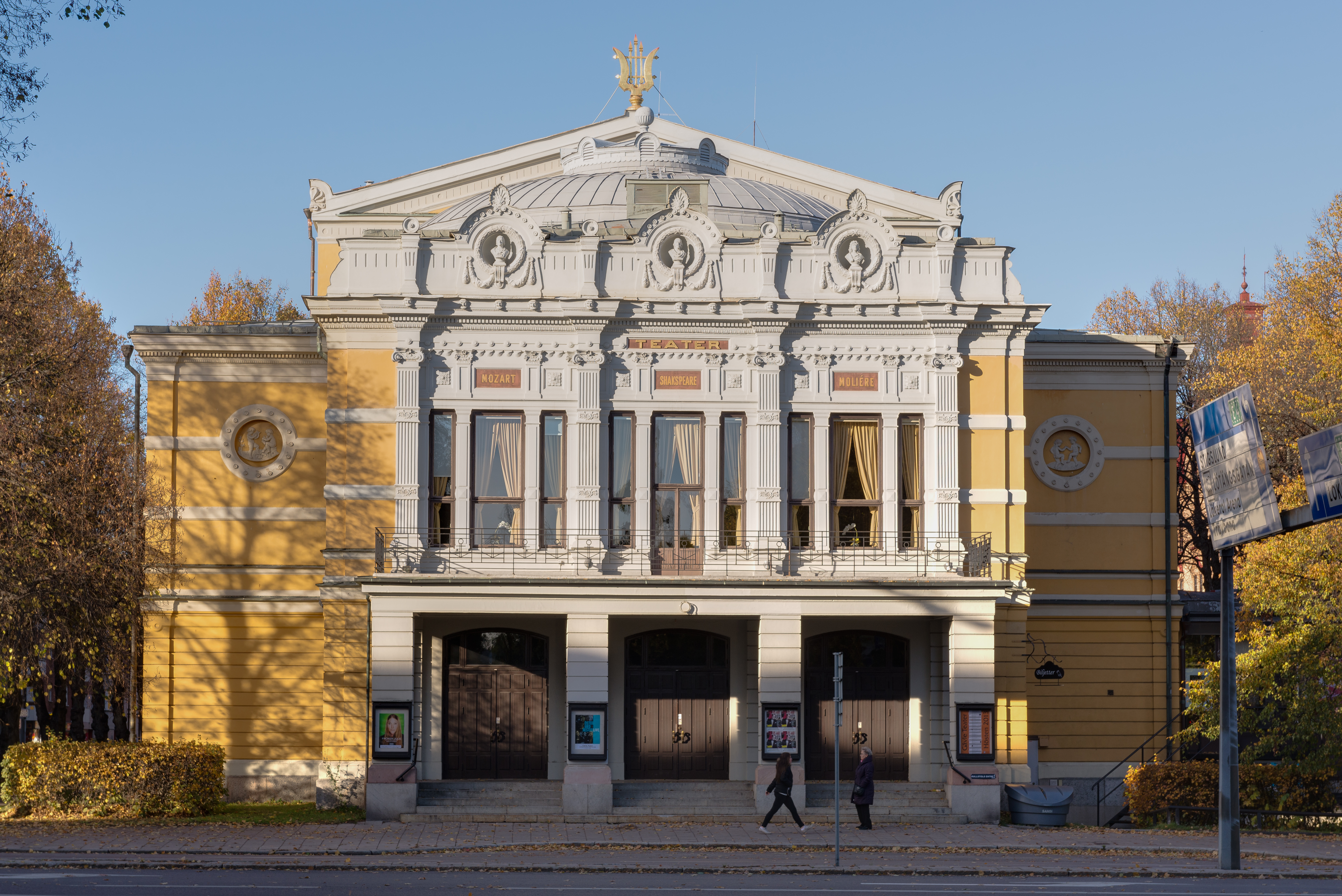
Gävle teater

1878 invigdes Gävle teater, vilken idag agerar scen för teaterföreställningar av olika slag, samt stand-up, performance, opera och varieté. Här stannar ibland även internationella gästspel till 
I Gävle Teater har GGF Verdandi, ett förbund för manliga elever vid Vasaskolan, uppfört ett årligt spex sedan år 1938, vilket gör att teatern rymmer Sveriges längsta oavbrutna spextradition.
Komediklubben Gasta Comedy Club har sedan 2007 arrangerat humorkvällar i Gävle. Från starten på den lilla restaurangen Å-krogen men idag finns de på Centralteatern Folkets Hus. Gasta är en ideell kulturförening som erbjuder ståupp-kvällar med Sveriges mest kända komiker - varje vecka.

### Bibliotek
En av Gävles mest besökta kulturinstitutioner är Gävle stadsbibliotek med ett årligt besöksantal på över 500 000 personer. Det finns även åtta andra bibliotek i stadsdelarna som ger service till skolor, samt en obemmanad utlåningsstation.

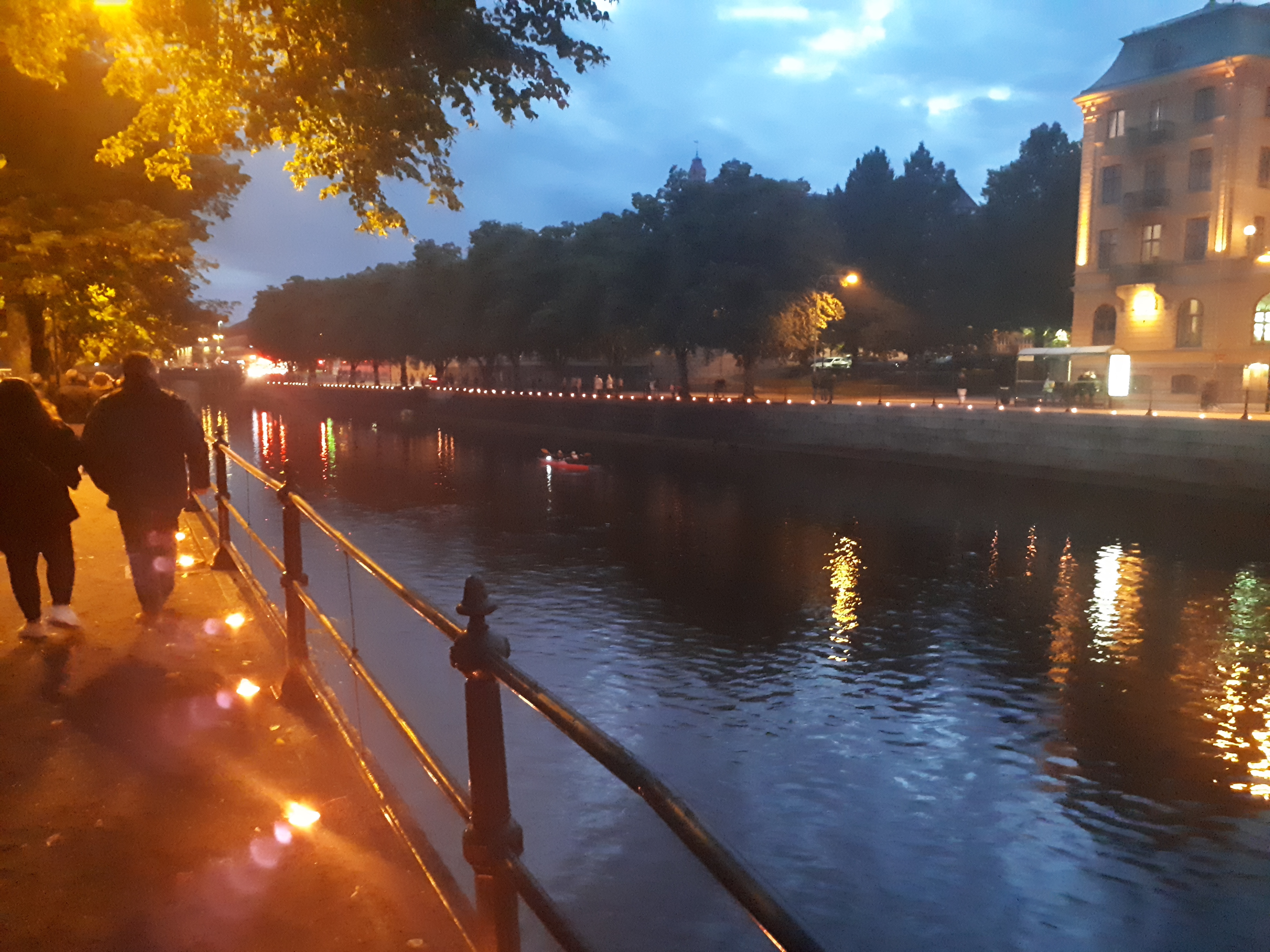
Marschaller längs Gavleån, Å-Draget 2022

### Å-Draget
Varje år i september ställer Gävle Kommun ut marschaller längs Gavleån. Syftet är att lyfta fram ån som, enligt Gävle kommun, har varit jätteviktig för staden. Det finns olika aktiviteter och föreställningar för besökare.

## Julbocken
Huvudartikel: Gävlebocken
På senare år har Gävle fått mycket stor uppmärksamhet för sin julbock som vandaler lyckats bränna upp nästan varje år. Bocken har nu börjat användas som symbol för Gävle (bland annat i logotypen för 2011 års friidrotts-SM samt för Gävle Humorfestival.).

## Media

### Press
Den första tidning som kom ut i staden var Handelstidning från Gefle, det blev dock bara 51 nummer mellan den 5 januari och 31 december 1765. Det andra försöket blev mer framgångsrikt och Gefle Weckoblad började utkomma år 1783 och gavs med skiftande namn ut till 1847. Det var tidigt en tidning för hela dåvarande Gävleborgs län. Idag är de främsta tidningarna i staden Gefle Dagblad och Arbetarbladet - båda med en över hundra år gammal historia. På senare tid så har också Gävlestad.se tillkommit som är en fristående tidning gentemot Gefle Dagblad och Arbetarbladet som båda jobbar under företaget Mitt Media.

### TV
SVT:s regionala nyhetsprogram för Gävle och Dalarna heter Gävledala och har en redaktion i Gävle.

### Radio
| Frekvens  | Sändningsbeteckning              | Sändarplats         |
| --------- | -------------------------------- | ------------------- |
| 88,1 MHz  | Sveriges Radio P1                | Gävle (Gävlemasten) |
| 96,3 MHz  | Star FM                          | Gävle               |
| 97,4 MHz  | Sveriges Radio P2                | Gävle (Gävlemasten) |
| 98,3 MHz  | Rockklassiker                    | Gävle               |
| 99,8 MHz  | Sveriges Radio P3                | Gävle (Gävlemasten) |
| 102,0 MHz | Sveriges Radio P4 (P4 Gävleborg) | Gävle (Gävlemasten) |
| 102,7 MHz | Radio Gävle                      | Gävle               |
| 104,9 MHz | Mix Megapol                      | Gävle               |
| 106,2 MHz | NRJ                              | Gävle               |
| 106,7 MHz | Rix FM                           | Gävle               |

## Sport

### Klubbar
Bandy
- Gävle bandy klubb
- IK Huge

Fotboll
- Brynäs IF
- Gefle IF
- IFK Gävle (tidigare också bl.a. bandy)
- Hedesunda IF
- Hille IF
- IK Huge
- Valbo FF

Ishockey
- Brynäs IF
- Gävle GIK
- Hille/Åbyggeby IK
- IK Huge
- Strömsbro IF
- Valbo HC
- IK Sätra

Bowling
- BK X-et
- Delta 72
- Gävle KK

Simning
- Gävle SS

Tennis
- Gefle Tennisklubb GTK

Innebandy
- Gävle GIK
- Strömsbro IF
- IBK Runsten
- IK Huge

Skidor
- Gävle SK
- Valbo AIF
- Gefle Feestyle

Hastighetsåkning på skridskor
- Hagaströms SK

Amerikansk fotboll
- Gefle Red Devils

Baseboll
- Gefle baseboll

Friidrott
- Gefle IF
- IF Skade

Kampsport
- BK Falken
- Gefle Fight Center

Roller Derby
- Gävle Roller Derby

### Arenor, Sporthallar & Idrottsplatser
- Gavlehovshallen
- Gavlevallen
- Monitor ERP Arena
- Gunder Hägg-stadion
- Strömvallen
- Testebovallen
- Träffen
- GTK Hallen
- Nickback Arena
- Nynäs
- Kastvallen
- Gävle Bowlinghall

Padelhallar (12 st banor totalt)
- Propadel Gävle (8 st dubbelbanor)
- Strömsbro Padel (4 st dubbelbanor)

Padelbanor utomhus (15 st banor totalt)
- GTK-hallen (1 st dubbelbana)
- Strömvallen Padel (4 st dubbelbanor)
- PDL Smash Gävle (4 st dubbelbanor)
- Engeltofta Padel (2 st dubbelbanor)
- Valbo Padel (2 st dubbelbanor)
- WLP Furuvik (2 st dubbelbanor)